# Long, Long Way from Home
Long, Long Way from Home è il terzo e ultimo singolo estratto dall'album di debutto dei Foreigner nel 1977.
Il testo della canzone fa riferimento a una persona che sta lasciando la sua piccola città per cercare di avere successo a New York, tuttavia comincia ben presto a sentire nostalgia di casa. Il brano è stato scritto da Lou Gramm e Mick Jones con la partecipazione dell'ex membro dei King Crimson, Ian McDonald, e ha raggiunto il 20º posto della Billboard Hot 100 negli Stati Uniti.
La canzone è stata utilizzata più volte all'interno della serie televisiva Supernatural.

## Tracce
7" Single Atlantic 3439
1. Long, Long Way from Home – 2:53
2. The Damage Is Done – 4:15